# 輕鐵第二期列車
輕鐵第二期列車，又名「川崎輕鐵列車」，乃港鐵的輕鐵車輛型號之一，在輕鐵使用，由九廣鐵路公司擁有。隨兩鐵合併，九廣鐵路公司通過與地鐵有限公司簽訂的經營權協議，授予香港鐵路有限公司使用。該款輕鐵車輛是輕鐵唯一一款日本製造的車輛，在2021年7月起陸續退役，並由輕鐵第五期列車取代，現已全數退役。

## 簡述

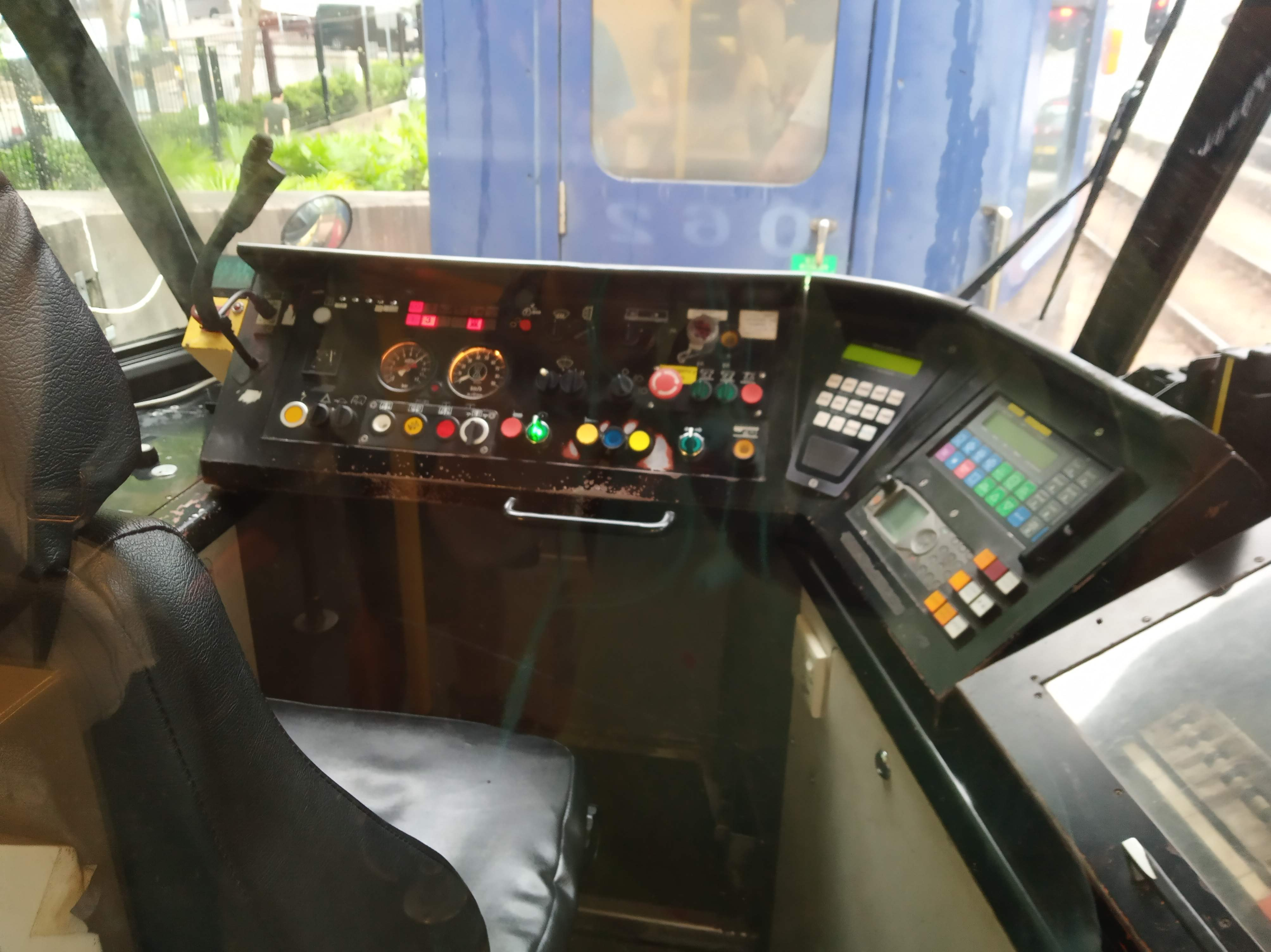
列車駕駛室

列車內部

九鐵公司為配合香港輕鐵天水圍支線於1992年通車，於1991年向日本川崎重工業購買30輛輕鐵車輛，供輕鐵系統使用。這30輛輕鐵車輛當中，編號1071-1090附設駕駛室，而編號1201-1210則不設駕駛室，純粹作拖卡使用，又稱作第2T期輕鐵列車。第2期輕鐵列車的設計是川崎重工參照先前由Comeng製造的輕鐵第一期列車並對該款列車的部份缺點作適當的改良及修改後製造（例如：增加車尾逃生門、駕駛室附設獨立空調設備等）。最後一架於1992年上半年交付，10月開始投入服務。
車輛初投入服務時，是塗上舊款的橙色塗裝，在1997年至2000年間陸續塗上新塗裝；路線顯示方面，最初只是用布牌顯示的（目的地及路線編號是分開顯示的，換牌時，只需攪動目的地牌布即可，不需攪路線編號的牌布），車尾亦無任何路線顯示，於2002年至2003年間陸續以電子顯示牌取代布牌顯示，而車尾亦增設路線編號顯示；此外，該批車輛於2005年將車廂內部重組；包括將座位減至26個並增加企位至254個，另外增加4組「Poach seats」（俗稱「半座位」）可容納最多共15人。但後期把半座位全數拆除，並改為安裝輪椅安全帶及軟墊椅背。
列車車窗玻璃：窗口玻璃由日本AGC旭硝子提供，而車門玻璃由英國的Thermovitrine公司提供（與M-train及1996年生產的MLR車門玻璃的規格相同）。

## 退役

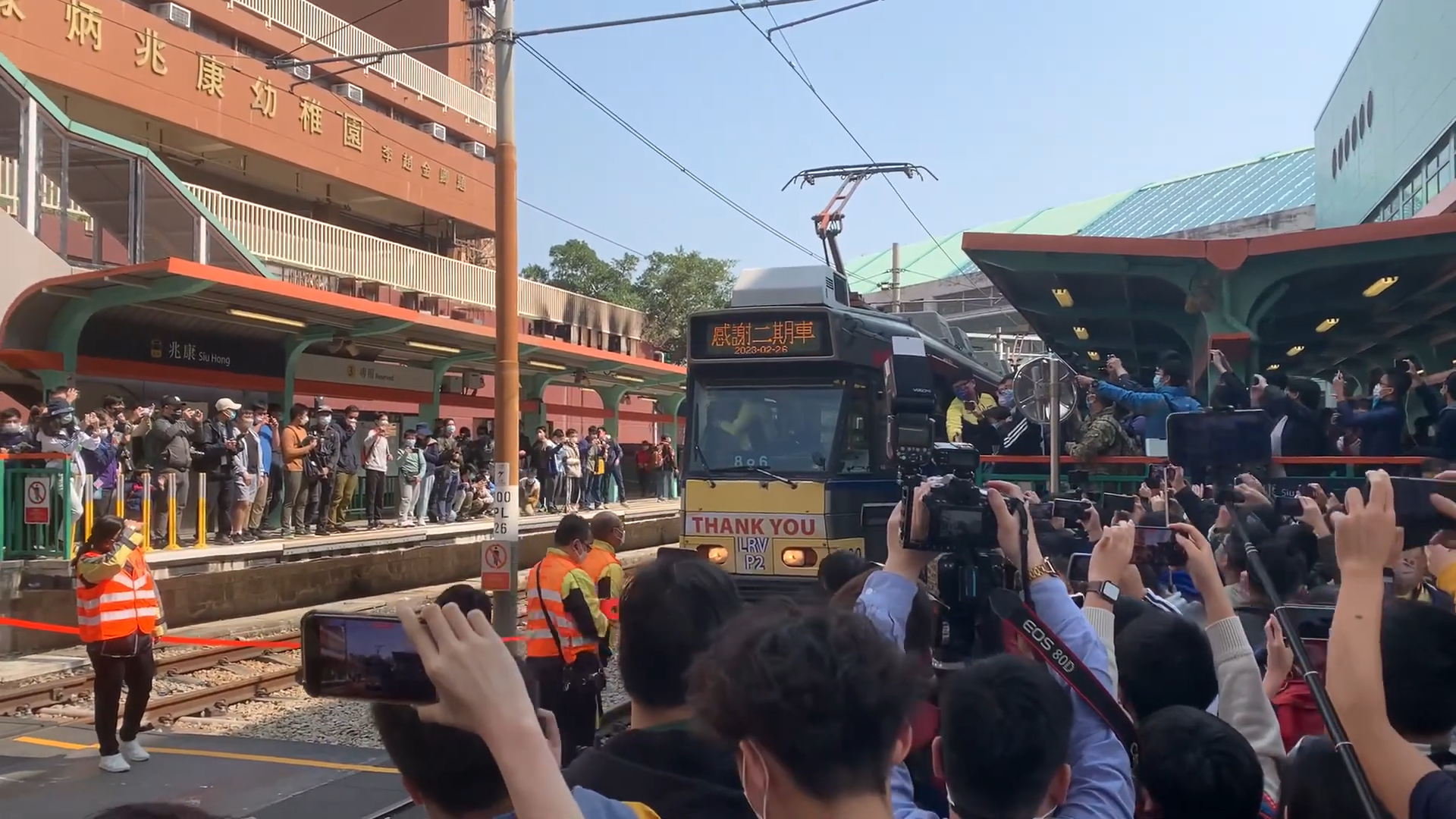
2023年2月26日早上11時，第二期輕鐵列車駛離兆康站，完成告別儀式，吸引逾千名鐵路迷及市民舉起手機拍照留念

本型號列車將不會進行車輛翻新工程，港鐵於2015年8月26日正式公開招標採購30輛新輕鐵車輛以取代本型號列車（合約編號: K1846-15E）。
2016年7月29日，港鐵正式以7.45億元向中車南京浦鎮車輛有限公司批出採購輕鐵合約（K1846-15E），採購40輛第五期列車，其中30輛新輕鐵用以取代本型號列車，其餘10輛用作擴充現有車隊並將替代需進行翻新工程的20輛輕鐵第三期列車。
隨著為取代第二期列車而購買、由中車南京浦鎮車輛生產的第五期列車在2020年11月17日開始分批投入服務，第二期列車將會陸續退役。港鐵公司公佈將招標出售合共28列第二期列車，原定退役時間為2021年第2季到2023年第4季，最終每輛列車會在2022年8月開始預計退役日期前大約一個月停止服務，當時估計由於第五期列車延遲投入服務，故第二期列車預計於2025年才會全數退役。惟後來因第五期列車加快投入服務，截至2023年2月，第二期列車只餘下2列仍在服務（包括2輛附駕駛室及2輛拖卡），香港鐵路職員工會主席譚建釗向《香港01》表示，據其了解，第二期列車將於2023年2月底全部退役，港鐵會為其舉行儀式歡送。港鐵公司指是次招標並沒有指定舊列車的處理方式，亦會考慮任何使用舊列車作社區服務或者推廣環境保護的可行方案。
2023年2月11日，運輸及物流局局長林世雄在英華書院暨英華小學出席「退役列車保．傳計劃」，表示該學校成為全港首間接收車頭置於校園的地點。不過列車並非完整保留。
2023年2月20日，港鐵於Facebook專頁宣布，將於2月26日早上9時15分至上午11點開出特別班次，由輕鐵元朗站1號月台開往輕鐵兆康站4號月台，隨後在兆康站稍作停留，特別班次後將會正式退役。
2023年2月26日，港鐵為第二期列車正式退役舉行第二期輕鐵感謝之旅活動。活動吸引逾千名鐵路迷及市民到場告別列車，乘客認為舊車設計「更有味道」，表示不捨得。
本列車為首款退役的輕鐵列車，也是繼東鐵綫中期翻新列車後，成為香港鐵路史上第二款全數退役的客運列車，以及成為香港鐵路史上首款無進行中期翻新過的退役的客運列車。

## 外部連結
- 香港鐵路大典上的相关条目：輕鐵第二期列車
- 川崎重工業產品介紹 （页面存档备份，存于）（英文）